# Hamza Doublali
Hamza Doublali (ar. حمزة الدوبلالي; ur. 31 stycznia 1960) – marokański judoka. Olimpijczyk z Los Angeles 1984, gdzie zajął dwunaste miejsce w wadze średniej.

## Letnie Igrzyska Olimpijskie 1984
| Konkurencja | Eliminacje           | Eliminacje           | Klas. końcowa |
| Konkurencja | Przeciwnik I         | Przeciwnik II        | Miejsce       |
| ----------- | -------------------- | -------------------- | ------------- |
| 86 kg       | José Fuentes (PUR) Z | Ben Spijkers (NED) P | 12.           |